# الأخبار المزيفة في الهند
تشير الأخبار المزيفة في الهند إلى المعلومات الخاطئة أو المعلومات المضللة في البلاد والتي تنتشر بواسطة الكلام المنقول والإعلام التقليدي ومؤخرًا عبر أشكال التواصل الرقمية مثل المقاطع المصورة المعدلة والميمز والإعلانات غير الموثقة والشائعات المنشورة على مواقع التواصل الاجتماعي. أصبح انتشار الأخبار المزيفة عبر وسائل التواصل الاجتماعي في البلاد مشكلة خطيرة، وذلك لاحتمالية أن ينجم عنها أعمال عنف غوغائية، مثلما حدث حين قُتل 20 شخص على الأقل عام 2018 نتيجة للمعلومات الخاطئة المتداولة على شبكات التواصل الاجتماعي.

## أمثلة

### فيروس كورونا
المعلومات الخاطئة المتعلقة بجائحة فيروس كورونا كوفيد-19 هي على شكل رسائل في وسائط التواصل الاجتماعي متعلقة بالعلاجات المنزلية غير الموثقة والإرشادات المزيفة ونظريات المؤامرة. اعتُقل شخصان على الأقل لنشرهما معلومات مزيفة حول جائحة فيروس كورونا. في 7 مارس عام 2020، ناشد رئيس الوزراء ناريندرا مودي بعدم تصديق أي شائعات مرتبطة بالجائحة. كشف مكتب المعلومات الصحفية من خلال عملية تفقد حقائق في 24 مارس أن الأخبار المنتشرة حول حالة طوارئ مالية مفروضة في الهند هي أخبار مزيفة. للتصدي لهذا الأمر، يعمل نحو 400 عالم هندي مع بعضهم البعض لدحض المعلومات الخاطئة حول الفيروس، منذ من 14 أبريل.

### (تعديل) قانون المواطنة لعام 2019
طلبت المحكمة العليا في الهند من الحكومة المركزية الهندية النظر في «التماسٍ من أجل نشر أهداف ومقاصد ومنافع تعديل قانون المواطنة (سي إيه إيه) للتخلص من الأخبار المزيفة المنتشرة حول الموضوع». قال محامي الالتماس «زرت الجامعة الملية الإسلامية وسيلامبور البارحة. 95% من المحتجين لا يعلمون عن ماهية قانون المواطنة المعدل. يرون بأن القانون سيأخذ منهم جنسيتهم. الأوغاد ينشرون أخبارًا مزيفة».
كان نحو 5000 اسم مستخدِم في وسائل التواصل الاجتماعي من باكستان جزءًا من «انتشار بروباغندا مزيفة وخاطئة على نحو نشط» حول السي إيه إيه، يستخدم بعضهم «المقاطع المصورة المعدلة بتقنية التزييف العميق». عمل نحو 15,000 وسيط تواصل اجتماعي بشكل مضاعف لتحديد المعلومات المزيفة المتعلقة بالسي إيه إيه من منصات مثل تويتر وفيسبوك وتيك توك وهيلو.
انتقدت وزارة الشؤون الخارجية الهندية رئيس وزراء ماليزيا علنًا على «تصريحاته الخاطئة من ناحية الواقع» حول السي إيه إيه. ناشد مفوض شرطة بانغالور الشعب بعدم تصديق المعلومات المزيفة حول السي إيه إيه في حين حذرت شرطة أسام الشعب بأن يكون حذرًا وهو ينشر على وسائل التواصل الاجتماعي. أُفيد بأن شرطة دلهي تراقب وسائل التواصل الاجتماعي لرصد المعلومات الخاطئة المنشورة والتي تتعلق بأعمال العنف في الجامعة الملية الإسلامية بخصوص السي إيه إيه.

### الانتخابات
كانت المعلومات المزيفة منتشرة بكثرة أثناء الانتخابات العامة الهندية لعام 2019. كانت المعلومات الخاطئة  سائدة في كافة شرائح المجتمع أثناء التحضير للانتخابات. دُعيت الانتخابات من قِبل البعض بأنها «انتخابات الواتساب الهندية الأولى»، إذ استُخدم تطبيق الواتساب من قِبل العديد بمثابة وسيلة للدعاية. فيما كتبت مجموعة فايس الإعلامية وموقع ألت نيوز، «حولت الأحزاب منصات التواصل إلى أسلحة» و«حُوّلت المعلومات الخاطئة إلى أسلحة» تباعًا.
تمتلك الهند 22 لغة مسجلة، ويصبح تدقيق المعلومات بهم جميعًا صعبًا بالنسبة للشركات متعددة الجنسيات مثل فيسبوك، التي جمعت الموارد لتدقيق البيانات في 10 منهم فقط، مما ترك لغات مثل السندية والأورية والكنادية دون تدقيق على الإطلاق، بدءًا من مايو 2019. على أي حال، بدأت فيسبوك بإزالة مليون حساب تقريبًا في اليوم، من بينهم حسابات تنشر معلومات خاطئة وأخبار مزيفة قبل الانتخابات.

### أخبار مزيفة ضد باكستان
وجدت دراسة من قِبل مختبر الاتحاد الأوروبي للمعلومات المضللة عام 2019 أنه يوجد على الأقل «265 موقع للأخبار المحلية المزيفة في أكثر من 65 بلد يُدار من قِبل شبكات التأثير الهندية بهدف التأثير على مؤسسات عالمية وممثلين منتخبين وذبذبة المفهوم العام حول باكستان». بحلول عام 2020، تبين أن عدد هكذا مواقع إخبارية مزيفة موالية للهند قد ازداد إلى 750 موقع عبر 116 بلد في تحقيقٍ تحت عنوان السجلات الهندية. من بين الأمثلة البارزة على مصادر إلكترونية ومواقع تنشر أخبارًا مزيفة: أوب إنديا وبوستكارد نيوز.
وفقًا للبي بي سي، فإن العديد من مواقع الأخبار المزيفة تُدار من قِبل شركة هندية تدعى مجموعة سريفاستافا، وكانت مسؤولة عن مساع ضاغطة معادية لباكستان في أوروبا ودأبت على نشر الأخبار والبروباغندا المزيفة.  تنشر المواقع، المعروفة بأنها تنسخ محتوى إخباري مرخص من وسائل إعلامية أخرى لتظهر بمظهر موقع إخباري حقيقي، مقالات رأي وقصصًا تنتقد باكستان لأشخاص تابعين لمنظمات غير حكومية ذات صلة بشبكتهم. تحاول الشبكة التأثير على منظمات صنع القرار مثل مجلس حقوق الإنسان التابع للأمم المتحدة والبرلمان الأوروبي، إذ أن هدفها الأساسي هو «تشويه سمعة باكستان». في أكتوبر 2019، تكفلت الشبكة برحلة جدلية لمجموعة من نائبي اليمين المتطرف في البرلمان الأوروبي إلى كشمير الخاضعة للإدارة الهندية، قابلوا خلالها أيضًا رئيس الوزراء ناريندرا مودي. من بين المشاريع الأخرى التي تديرها المجموعة: «مانشستر تايمز» و«تايمز أوف لوس أنجلس» و«تايمز أوف جنيف» و«نيودلهي تايمز». غالبًا ما تكون المواضيع المشتركة التي يتناولونها حول قضايا تخص مجموعات الانفصاليين والأقليات وقضايا حقوق الإنسان والإرهاب في باكستان. وُجد أن سجل الاتحاد الأوروبي، وهو موقع تابع لمجموعة سريفاستافا يدعي أنه ينقل أخبارًا من الاتحاد الأوروبي، يمتلك مقالات رأي «منسوبة زورًا إلى مؤلفيها، بعضهم مشرعي قوانين أوروبيين»، وصحفيين تبين أنهم غير موجودين، ونصوص مسروقة من مصادر أخرى، ومحتوى ركز في معظمه على باكستان. أُجبر إي بّي اليوم، موقع إخباري آخر سلط الضوء على مواضيع وأخبار معادية لباكستان، على الإغلاق بعد أن فُضح بشكل مشابه، وفقًا لبوليتيكو يوروب. في إطار جهودها الرامية لدفع مصالح اللوبي الهندي، أحيت الشبكة شخصيات مزيفة لصحفيين وناشطي حقوق إنسان متوفين، وانتحلت صفة وكالات إعلام نظامية مثل الاقتصادي وصوت أميركا، واستخدمت ترويسة البرلمان الأوروبي، وأدرجت أرقام هواتف وعناوين مزيفة على مواقعها، وأنشأت شركات مبهمة لنشر الكتب واختلقت شخصيات عامة، ورخصت مئات المنظمات غير الحكومية المزيفة ومجامع تفكير ومجموعات غير رسمية وجمعيات أئمة، إضافة إلى احتلالها الفضاء الإلكتروني في المجالات الباكستانية. تملك معظم المواقع حسابات على وسائل التواصل الاجتماعي مثل تويتر. لوحظ أيضًا أنه عقب أول تقرير لمختبر الاتحاد الأوروبي للمعلومات المضللة عام 2019، أُغلقت بعض المشاريع من أجل أن تعيد تقديم نفسها لاحقًا تحت أسماء أخرى. يبين الباحثون أن الهدف الأساسي من محتوى المواقع المزيفة ليس القراء في أوروبا، بل وسائط الإعلام الهندية العامة مثل وكالة أنباء آسيا الدولية وياهو نيوز الهند التي تعيد استخدام ونشر موادهم الإخبارية وتعمل بمثابة قناة لهم لمئات الملايين في الهند.